# آلی کولیبالی
آلی کولیبالی (انگلیسی: Aly Coulibaly؛ زادهٔ ۸ آوریل ۱۹۹۶) بازیکن فوتبال اهل فرانسه است.
از باشگاه‌هایی که در آن بازی کرده‌است می‌توان به باشگاه فوتبال ای‌اف‌سی بورنموث اشاره کرد.